# Wizo van Vlaanderen
Wizo van Vlaanderen, Wizo de Vlaming of Wizo Flandrensis was een uit Vlaanderen afkomstige kolonist in het 12e-eeuwse Wales. Zijn naam wordt vermeld in de Brut y Tywysogion (Kroniek der Prinsen). Het gebied in Pembrokeshire waar de kolonisten zich vermoedelijk door toedoen van de Engelse kroon hebben gevestigd, wordt soms betiteld als  Little England beyond Wales.
Het vermeende reisverslag door Friesland van Wizo van Vlaanderen , Iternarium Frisiae, gepubliceerd door Arne Lasance in 2011, is historische fictie.